# Џенет Рино
Џенет Рино (енгл. Janet Reno; 21. јул 1938 — 7. новембар 2016) била је главни тужилац Сједињених Држава у периоду од (1993. до 2001). Номиновао ју је председник Бил Клинтон, 11. фебруара, 1993, а кандидатура је потврђена 11. марта. Била је прва жена главни тужилац, а по дужини мандата је на другом месту, после Вилијама Вирта.
Једна је од двоје америчких Данаца која који су били на овој дужности. Други је био Лојд Бентсен.